# Díode geomètric

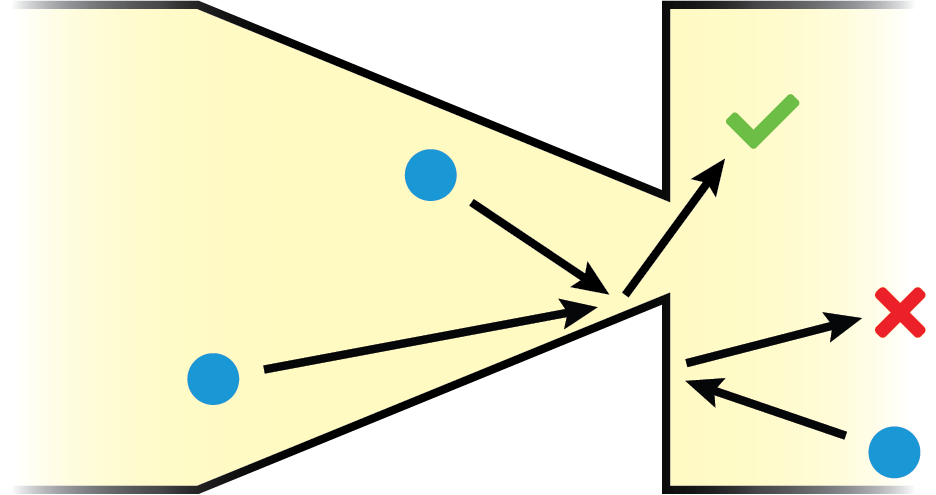
Esquema simple de díodes geomètrics que mostra partícules blaves genèriques (podrien ser electrons o forats). D'esquerra a dreta les partícules es canalitzen a través del díode, però de dreta a esquerra estan bloquejades.

Els díodes geomètrics, també coneguts com a díodes morfològics, utilitzen la forma de la seva estructura i el transport d'electrons balístics/quasi balístics per crear un comportament dels díodes. Els díodes geomètrics es diferencien de totes les altres formes de díodes perquè no depenen d'una regió d'esgotament o d'una barrera potencial per crear el seu comportament de díode. En lloc d'una barrera potencial, una asimetria en la geometria del material (és a dir, de l'ordre del camí lliure mitjà del portador de càrrega) crea una asimetria en el corrent de polarització directa i inversa (també conegut com un díode).

## Creació d'un díode geomètric
Els díodes geomètrics es formen a partir d'un material continu (afegiu una advertència per als gasos d'electrons 2D que són sistemes en capes) que té una asimetria a l'estructura de l'ordre de la mida del camí lliure mitjà (MFP) del portador de càrrega. Les MFP típiques a temperatura ambient van des de nanòmetres d'un sol dígit per a metalls fins a desenes o centenars de nms per a semiconductors, i fins i tot > 1 micròmetre en sistemes seleccionats. Això vol dir que per crear un díode geomètric, cal utilitzar un material MFP alt o tenir un procés de fabricació que tingui una precisió nanomètrica per crear les geometries rellevants.
Els díodes geomètrics són dispositius portadors majoritaris que no necessiten una barrera potencial. El comportament del díode prové d'una asimetria en la forma de l'estructura (tal com es mostra a la figura). Simplement, els díodes geomètrics es poden considerar com a embuts o trampes de llagosta per a les càrregues elèctriques; En una direcció és relativament fàcil que flueixin les càrregues, i en la direcció inversa és més difícil.
A més, és ideal tenir una reflexió especular dels portadors de càrrega a la superfície de l'estructura; tanmateix, això no és tan crític com ser prou petit per estar en un règim balístic.

## Avantatges i inconvenients dels díodes geomètrics

### Avantatges
Com que tots els altres díodes creen asimetria en el flux de corrent a través d'alguna forma de barrera potencial, necessàriament tenen un cert grau de tensió d'encesa. Els díodes geomètrics podrien teòricament aconseguir una tensió d'encesa de polarització zero a causa de la seva manca de barrera potencial. Amb una tensió d'encesa de polarització zero, no hi ha polarització de CC que s'ha de subministrar al dispositiu; per tant, els díodes geomètrics podrien reduir considerablement la potència necessària per fer funcionar un dispositiu. Això també podria ser beneficiós perquè els díodes serien més sensibles als senyals petits. Això és, per descomptat, teòric, i els díodes veritablement de polarització zero poden estar limitats de ser realitzats experimentalment.

### Desavantatges
Els mateixos beneficis de la manca de barrera potencial també vénen amb la seva part d'inconvenients. El principal és que el corrent de polarització inversa d'un díode geomètric pot ser bastant alt (entre tres i menys d'un ordre de magnitud inferior al corrent de polarització directa). Depenent de l'aplicació, es pot tolerar un alt biaix invers.